# 대한민국 제16대 국회의원 선거 제주도
이 문서는 대한민국 제16대 국회의원 선거의 제주도 지역 개표 결과이다.

## 선거구
| 선거구            | 선거구역                    |
| ----------------- | --------------------------- |
| 제주시            | 제주시 일원                 |
| 북제주군          | 북제주군 일원               |
| 서귀포시·남제주군 | 서귀포시 일원 남제주군 일원 |

## 개표 결과

### 제주시
|  | 46.70% |

|  | 43.41% |

|  | 9.88% |

### 북제주군
|  | 55.23% |

|  | 39.79% |

|  | 2.95% |

|  | 2.01% |

### 서귀포시·남제주군
|  | 54.04% |

|  | 43.68% |

|  | 2.27% |

## 당선자
|  | 46.70% |

|  | 55.23% |

|  | 54.04% |

## 같이 보기
- 대한민국 제16대 총선
- 대한민국 제16대 국회
- 대한민국 제16대 국회의원 목록